# ضفدع نمري جنوبي
ضفدع نمري جنوبي (الاسم العلمي: Rana sphenocephala) (بالإنجليزية: southern leopard frog)‏ هو نوع من البرمائيات يتبع جنس الضفدع الحقيقي من فصيلة الضفادع الحقيقية.